# Gaston Eloundou Essomba
Gaston Eloundou Essomba, né le 8 octobre 1967 à Akono dans département de la Méfou-et-Akono, est un économiste et homme politique camerounais. Il est ministre de l'Eau et de l’Énergie depuis le 2 mars 2018.

## Biographie

### Débuts
Gaston Eloundou Essomba est né le 8 octobre 1967 à Akono, localité située dans le département de la Méfou-et-Akono. Il est titulaire d'un diplôme d'études approfondies en économie, mathématique et économétrie de l'Université de Yaoundé II.

### Carrière
Gaston Eloundou Essomba occupe le poste de Directeur des analyses économiques au Minepat jusqu'en 2009. En juin 2009, il est nommé directeur générale de la société camerounaise des dépôts pétroliers (SCDP) et remplace Jean Baptiste Nguini Effa,.
Le 2 mars 2018, il est nommé ministre de l’Eau et de l’Énergie. Il remplace à ce poste Basile Atangana Kouna.
Gaston Eloundou Essomba est également le Président du conseil d’administration de Kribi Power Development Company (KPDC).

### Politique
Gaston Eloundou Essomba est un militant du Rassemblement démocratique du peuple camerounais. Il est depuis 2007,le président de la section RDPC de la Méfou-et-Akono Sud-Ouest et membre titulaire du comité central du parti depuis le congrès de 2011.